# Saint-Michel-du-Bois
Saint-Michel-du-Bois est une ancienne commune d'Indre-et-Loire, annexée en 1814 par Preuilly-sur-Claise. C'est aujourd'hui un hameau de cette commune.

## Géographie

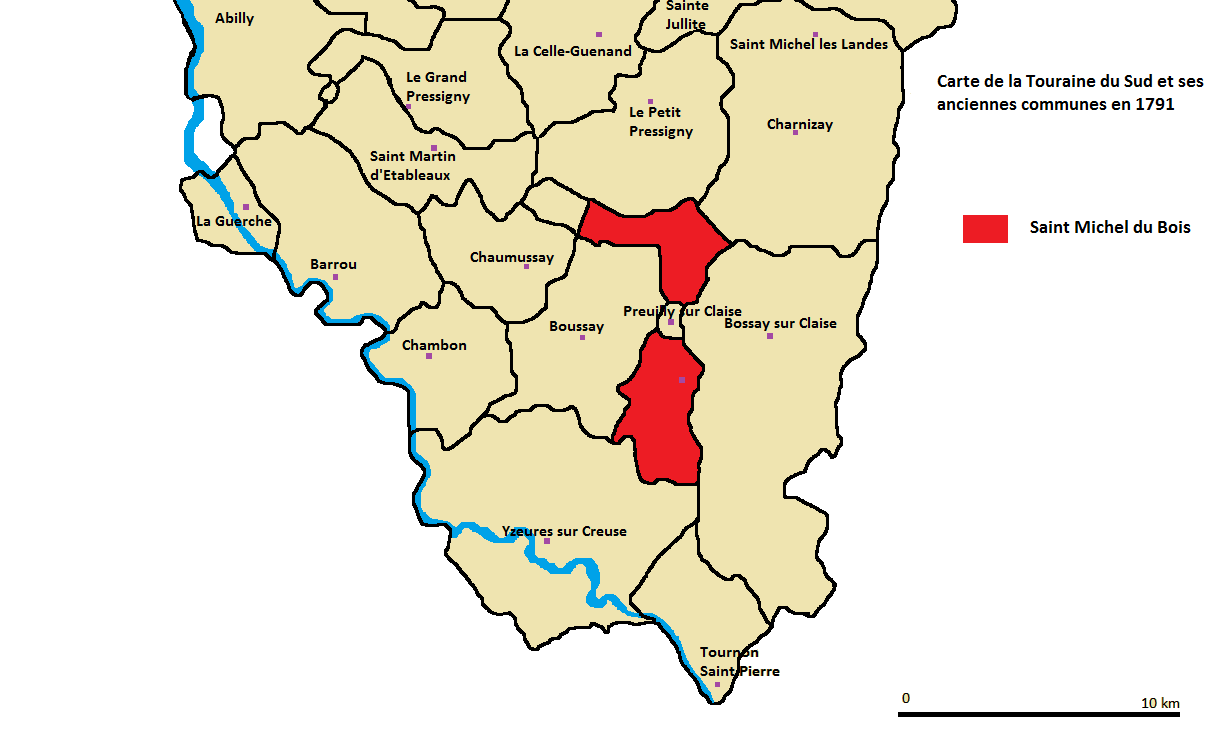
Localisation de Saint-Michel en Sud-Touraine.

Ce hameau, chef-lieu d'une ancienne commune, se situe au sud du bourg de Preuilly sur Claise et relève de celle-ci. Le finage de l'ancienne commune était divisé en deux parties par Preuilly. Il s'étendait au Nord-Ouest et au Sud-Est de celle-ci.
Ses communes limitrophes étaient Bossay-sur-Claise à l'est, Boussay à l'ouest, Charnizay et Le Petit-Pressigny au nord, Chaumussay au nord-ouest, Yzeures-sur-Creuse au sud et Preuilly-sur-Claise au centre de son territoire.
Les coordonnées du hameau de Saint-Michel-du-Bois sont 46° 49′ 40″ N, 0° 56′ 05″ E.

## Histoire
En 1008, on la retrouve sous le nom de S. Michaelis, au XIIIe siècle elle est appelée S Michael de nemore seu de bosco et en 1244, S Michaelis de Bosco.

Durant la Révolution, pour suivre le décret de la Convention du 25 vendémiaire an II invitant les communes ayant des noms pouvant rappeler les souvenirs de la royauté, de la féodalité ou des superstitions, à les remplacer par d'autres dénominations, la commune, qui s’appelait Saint-Michel-du-Bois, change de nom pour Michel du Bois.

### Avant sa suppression
Saint Michel possédait une église qui existait déjà en l'an 1009, année où elle fut donnée à l'abbaye de Preuilly par Effroy, seigneur de Preuilly. Elle s'écroula en 1703 et ne fut pas reconstruite, les habitants étant trop pauvres pour financer la reconstruction.

En 1705, une ordonnance de l'archevêque de Tours, supprime la paroisse et la rattache aux différentes églises de Preuilly. Les habitants de la partie Sud étaient rattachés à l'église Saint Pierre de Preuilly et ceux de la partie Nord, à l'église Notre Dame de Preuilly.
La commune possédait également une maladrie fondée au XIIIe siècle par le seigneur de Saint Michel. Elle fut réunie à l'Hotel-Dieu de Tours en décembre 1698. Cette maladrie se situait près du hameau de Villejésus.

Ce hameau était appelé Ville Jhésus en 1366. Il possédait une commanderie de l'ordre de Malte. Il existait également un cimetière et une chapelle près de cette commanderie mise sous le vocable de Saint Jean, elle fut détruite en 1793.

### Sa suppression

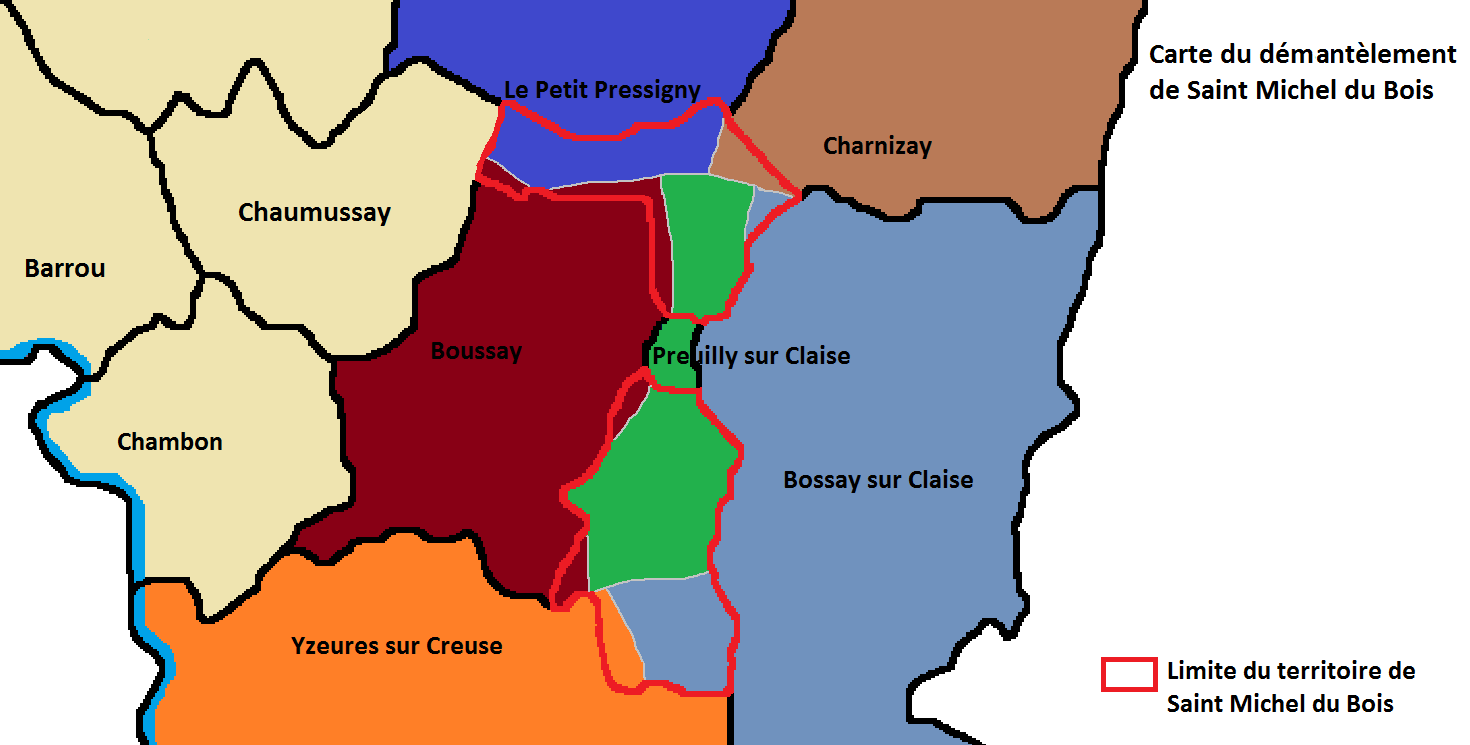
Carte du démantèlement de Saint-Michel-du-Bois.

Le Décret Impérial du 14 janvier 1814 supprime la commune de Saint Michel du Bois.
Ce décret intégra cette commune à celle de Preuilly. Toutefois, seule une partie de son territoire fut attribué à Preuilly. Saint-Michel-du-Bois fut démantelé de la façon suivante, le décret impérial attribua :
- à Bossay-sur-Claise un territoire comprenant les hameaux de la Tuilerie, les Mondains, Villejésus, la Commanderie, la Philonnerie, la Gagnetterie, Foix.
- à Boussay un territoire comprenant les hameaux de Thou, la Bruyère, les Jouannets, les Cochetières (probablement la Pastière, le Verger, la Maison Neuve)...
- à Charnizay un territoire comprenant les hameaux de les Bennetières, les Pinaudières et la Lucarerie.
- au Petit-Pressigny un territoire comprenant le Nord de l'ancienne commune avec les hameaux de St Sépulcre, le clos de la chapelle, la Lionnerie, les Girouards, la Forge, la Chichardière, la Muanne (probablement Monluban, Villevert, la Pouillère, les Piraux, Trompe Jau)...
- à Preuilly-sur-Claise un territoire comprenant le bourg de Saint Michel du Bois et les hameaux de Maupertuis, la Parentière, la Chatrie (appelée aussi la Liarde), la Berjaudière, les Chirons, les Blanchards, le Pouet, Grattepuis, les Effes, la Cingaudière, Fontbaudry, le Guillery, la Grange aux moines, une partie des Chauvraux, Champeaux, la Corbellière, la Touche (probablement Les Vigneaux, les Martinières, le Pontreau, Pouplouroux)...
- à Yzeures-sur-Creuse un territoire comprenant le hameau de Bel Air.

Toutes les données ne sont pas connues.

### De nos jours
Actuellement, Saint-Michel-du-Bois n'est plus qu'un hameau parmi d'autres de la commune de Preuilly-sur-Claise. Ses hameaux ont été intégrés à d'autres communes et peu de personnes savent qu'ils relevaient à l'origine de cette ancienne commune. D'autres sont en ruines ou ont totalement disparu (ex: les Mondains, la Gagnetterie).

## Démographie
| 1793 | 1800 | 1806 | 1821 |
| ---- | ---- | ---- | ---- |
| 400  | 387  | 354  | -    |

## Administration
| Période                                  | Période | Identité           | Étiquette | Qualité |
| ---------------------------------------- | ------- | ------------------ | --------- | ------- |
| 1804                                     | 1814    | François Berloquin |           |         |
| Les données manquantes sont à compléter. |         |                    |           |         |

### Sources
- Dictionnaire géographique historique et biographique d'Indre-et-Loire et de l'ancienne province de Touraine, par J-X Carré de Busserole (publié en 1882)
- Bulletin de la Société archéologique de Touraine, 1874
- Indre-et-Loire par Jacques Dupâquier, Jean-Michel Gorry, Jean-Pierre Bardet, éditions du Centre national de la recherche scientifique, 1985, p. 479